# Прошкув
Прошкув (пол. Proszków, нім. Schöneiche) — село в Польщі, у гміні Шрода-Шльонська Сьредського повіту Нижньосілезького воєводства.
Населення — 430 осіб (2011).
У 1975-1998 роках село належало до Вроцлавського воєводства.

## Демографія
Демографічна структура станом на 31 березня 2011 року:
|          | Загалом | Допрацездатний вік | Працездатний вік | Постпрацездатний вік |
| -------- | ------- | ------------------ | ---------------- | -------------------- |
| Чоловіки | 202     | 31                 | 161              | 10                   |
| Жінки    | 228     | 47                 | 144              | 37                   |
| Разом    | 430     | 78                 | 305              | 47                   |